# Erysimum bicolor
Vélar bicolore
Espèce
Le Vélar bicolore (Erysimum bicolor) est une espèce de plantes de la famille des Brassicacées.